# Tricorona
Tricorona AB var ett svenskt icke-börsnoterat företag verksamt inom klimatrelaterade produkter och tjänster, såsom utveckling av CDM-projekt, handel med utsläppsrätter, elhandel och gruvdrift. 
Dotterbolaget Tricorona Climate Partner var verksamt inom klimatkompensation.

## Historik
Tricorona grundades 1988 av Tore Hallberg (född 1950) som Wermlands Guldbrytning AB. Företaget bytte 1996 namn till Tricorona Mineral AB.
Företaget listades som Tricorona Minerals AB 1989, ändrade 2004 namn till Tricorona AB, köptes 2010 upp av Barclays Bank och avfördes från Stockholmsbörsen. 
Tricorona Minerals drev genom dotterföretaget Woxna Graphite AB grafitmineralbrytning i Kringelgruvan i Hälsingland 1996–2001.
År 1993 förvärvade Tricorona rättigheten till kaolinfyndigheten i Billinge i Skåne. Det helägda dotterbolaget Svenska Kaolin AB bildades 1995. År 2001 planerade Tricorona Minerals att börja bryta kaolin, men lyckades inte finansiera detta.
Barclays Bank, som köpt ut Tricorona från börsen 2010, sålde företaget till Tricoronas tidigare ledning 2012.

## Tricorona Climate Partner
Tricorona var till och med december 2021 minoritetsägare i Tricorona Climate Partner AB, grundat 2006. 
Tricorona Climate Partner hade 2020 en omsättning på omkring 12,9 miljoner kronor och hjälpte företag att beräkna, reducera och klimatkompensera sin klimatpåverkan.
Tricorona Climate Partner förvärvades i december 2021 av Atmoz AB och ändrade i samband med det namn till Atmoz consulting AB.